# Metazolamid
A metazolamid (INN: methazolamide) a szemnyomás csökkentésére  használt gyógyszer. A magas szemnyomás (zöldhályog) károsítja a szem idegeit, ami akár a látás teljes elveszítésével is járhat.
Nyílt zugú zöldhályog ellen nem javasolt a hosszú idejű használata.
A metazolamidot kutyák zöldhályogjának gyógyítására is adják az állatgyógyászatban.

## Hatásmód
Szénsav-anhidráz (=karboanhidráz(en)) gátló. Bár szulfonamid, nincs antibakteriális hatása.
A szénsav-anhidráz a

H2CO3 → CO2 + H2O
folyamatot katalizálja. Az enzim gátlásának három helyen van jelentősége a szervezetben:
- A vesében gyenge vízhajtó, lúgos, gazdag vizeletet okoz.
- A szemben csökkenti a bikarbonát képződését, ezzel a csarnokvíz mennyiségét, következésképp a szemnyomást.
- A vörösvértestekben a szén-dioxid bikarbonát formájában kerül a tüdőbe. A metazolamid gátolja a bikarbonát képződését, ezzel növeli a szén-dioxid mennyiségét a szövetekben. A központi idegrendszerben ennek általános érzéstelenítő hatása van:
  - aluszékonyság, zsibbadás, viszketés a láb és kéz ujjain
  - görcsoldó hatása van, ami kiegészítő szerként alkalmazható epilepszia kezelésében.

## Mellékhatások, ellenjavallatok
Ellenjavallatok: mellékvese-betegség, súlyos vese- vagy májkárosodás, kezeletlen, alacsony nátrium-, kálium- vagy bikarbonátszint, magas klórszint okozta acidózis.
Ellenjavallt a metazolamidot együtt szedni ciszapriddal(en) vagy  meténaminnal, mivel nagyon súlyos kölcsönhatás fordulhat elő. Kölcsönhatás lehetséges szalicilátokal (pl. aszpirin), fenobarbitálokkal (pl. fenitoin), cukorbetegség elleni gyógyszerekkel, lítiummal, digoxinnal(en) és karboanhidráz gátló szemcseppekkel.
Patkányokon teratogén (magzatkárosító) hatást mutattak ki az ember számára javasolt adag 40-szeresénél. Emberre vonatkozó adat nincs. Nem ismert, hogy a metazolamid kiválasztódik-e az anyatejbe.
Különleges figyelem szükséges légzési (tüdő-) és veseproblémák, vesekő, cukorbetegség és pajzsmirigy-túlműködés esetén.
A metazolamid módosíthatja a laborvizsgálati eredmény bizonyos értékeit.
A leggyakoribb mellékhatások: émelygés, hányinger, hányás, étvágytalanság, gyakori vizelés, hasmenés, álmosság, fáradtság.
A metazolamid fényérzékennyé teszi a bőrt, ezért a napfény (UV-sugárzás) ellen védekezni kell.
Ritka, de súlyos mellékhatások: véres vizelet, fájdalmas vizelés, a vizelet mennyiségének hirtelen csökkenése, láb- vagy kéz-zsibbadás, fülzúgás, zavartság, sárgaság, gyors szívverés, fertőzésre utaló tünetek (láz, torokfájás).
A mellékhatások elkerülésére rendszeres vérvizsgálatot kell végezni a szedés alatt (káliumszint, vérsejtszámok, májfunkció).

## Adagolás
Szájon át, 50–100 mg naponta 2–3-szor az orvos utasítása szerint. A gyomorpanaszok elkerülésére célszerű étkezéskor bevenni. A vesekő kockázatának csökkentésére sok folyadékot kell fogyasztani. A metazolamid kb. 2 órával a beszedés után kezd hatni, 6–8 óra után éri el a maximális hatást, a teljes hatásidő 10–18 óra.
Az állatkísérletek azt mutatják, hogy a metazolamid nem toxikus még nagy dózisban sem. Emberi mérgezést eddig nem jelentettek; központi idegrendszeri hatásokra kell számítani. Ellenanyag nincs.

## Fizikai/kémiai tulajdonságok
Enyhén savas kémhatású fehér, kristályos por, mely rosszul oldódik vízben, alkoholban és acetonban, oldódik viszont alkálilúgok vizes oldatában. LD50-értéke egér esetén intraperitoneálisan: 2,42 mg/tskg.

## Készítmények
A nemzetközi gyógyszerkereskedelemben:
- Apo-Methazolamide
- GlaucTabs
- Glaumetax
- Methazolamide
- MZM
- Naptazane
- Neptazane
- Neptazaneat

Magyarországon nincs forgalomban.